# Липово-Врдо
45°59′ пн. ш. 16°52′ сх. д. / 45.98° пн. ш. 16.87° сх. д.
Липово-Врдо (хорв. Lipovo Brdo) — населений пункт у Хорватії, у Б'єловарсько-Білогорській жупанії у складі громади Капела.

## Населення
Населення за даними перепису 2011 року становило 115 осіб.
Динаміка чисельності населення поселення: